# اليابسة (عفرين)
اليابسة  قرية سوريّة تتبع إداريّاً لمحافظة حلب منطقة عفرين ناحية مركز بلبل، بلغ تعداد سكانها 592 نسمة حسب التعداد السكاني لعام 2004.